# Совіна (Великопольське воєводство)
Совіна (пол. Sowina, нім. Gut Eulendorf) — село в Польщі, у гміні Плешев Плешевського повіту Великопольського воєводства.
Населення — 249 осіб (2011).
У 1975-1998 роках село належало до Каліського воєводства.

## Демографія
Демографічна структура станом на 31 березня 2011 року:
|          | Загалом | Допрацездатний вік | Працездатний вік | Постпрацездатний вік |
| -------- | ------- | ------------------ | ---------------- | -------------------- |
| Чоловіки | 121     | 26                 | 86               | 9                    |
| Жінки    | 128     | 31                 | 77               | 20                   |
| Разом    | 249     | 57                 | 163              | 29                   |